# バラトプル王国

バラトプル王国
Bharatpur State

領域（1909年）

バラトプル王国（バラトプルおうこく、ヒンディー語：भरतपुर, 英語：Bharatpur State）は、北インドのバラトプル地方に存在したヒンドゥー王朝（1722年 - 1947年）。首都はディーグ、バラトプル。1805年以降はバラトプル藩王国となる。
王国の首都はディーグであったが、1733年にスーラジ・マルがバラトプルを自身の拠点とすると、バラトプルに遷都された。

## 歴史
バラトプル王国の前身は、北インド、マトゥラーのザミーンダールであるゴークラーが18世紀にジャート勢力を結集し、ムガル帝国の皇帝アウラングゼーブに抵抗を始めたことによる。1669年にゴークラーはマトゥラーを中心に反乱を起こしたが、1670年に鎮圧され、その体は八つ裂きにされた。
だが、ゴークラーの意志はラージャ・ラームに引き継がれ、1685年にマトゥラーを中心に反乱を起こして、ゲリラ戦法をると同時に略奪を重ねた。アウラングゼーブがデカン戦争で不在のさなか、ジャートがデリーとデカン高原をつなぐ行動で略奪を始めたことで、1687年にアウラングゼーブは秩序回復のために軍を派遣した。だが、ジャートはこれを打ち破り、さらに1688年には重税を理由にアクバル廟を略奪し、遺骸を焼いた。
同年7月4日、ラージャ・ラームが帝国軍に殺害されると、アウラングゼーブはアンベール王国のビシャン・シングをマトゥラーのファウジュダールに任命し、この地域のザミーンダーリーも与えた。ジャートはチューラーマンに率いられかたくなに抵抗し、1691年に指導者らは降伏したが、ジャート農民は略奪をつづけた。
1707年、アウラングゼーブが死ぬと、その後継者バハードゥル・シャー1世はチューラーマンと手を結び、シク教の指導者バンダー・シング・バハードゥルの討伐に参加させた。アーグラ付近に勢力を持つ半独立の領主チューラーマンは帝国の貴族から見ても手を結んでおきたい存在であり、1712年に政権を握ったズルフィカール・ハーンが、その後1713年に政権を握ったサイイド兄弟も彼と手を結んだ。
1721年9月22日、チューラーマンが毒殺されると、バダン・シングが後を継ぎ、翌1722年にアンベール王ジャイ・シング2世は彼を独立した支配者として認めた。これにより、ジャート勢力は名実ともに帝国から独立し、バラトプル地方に王国が誕生した。

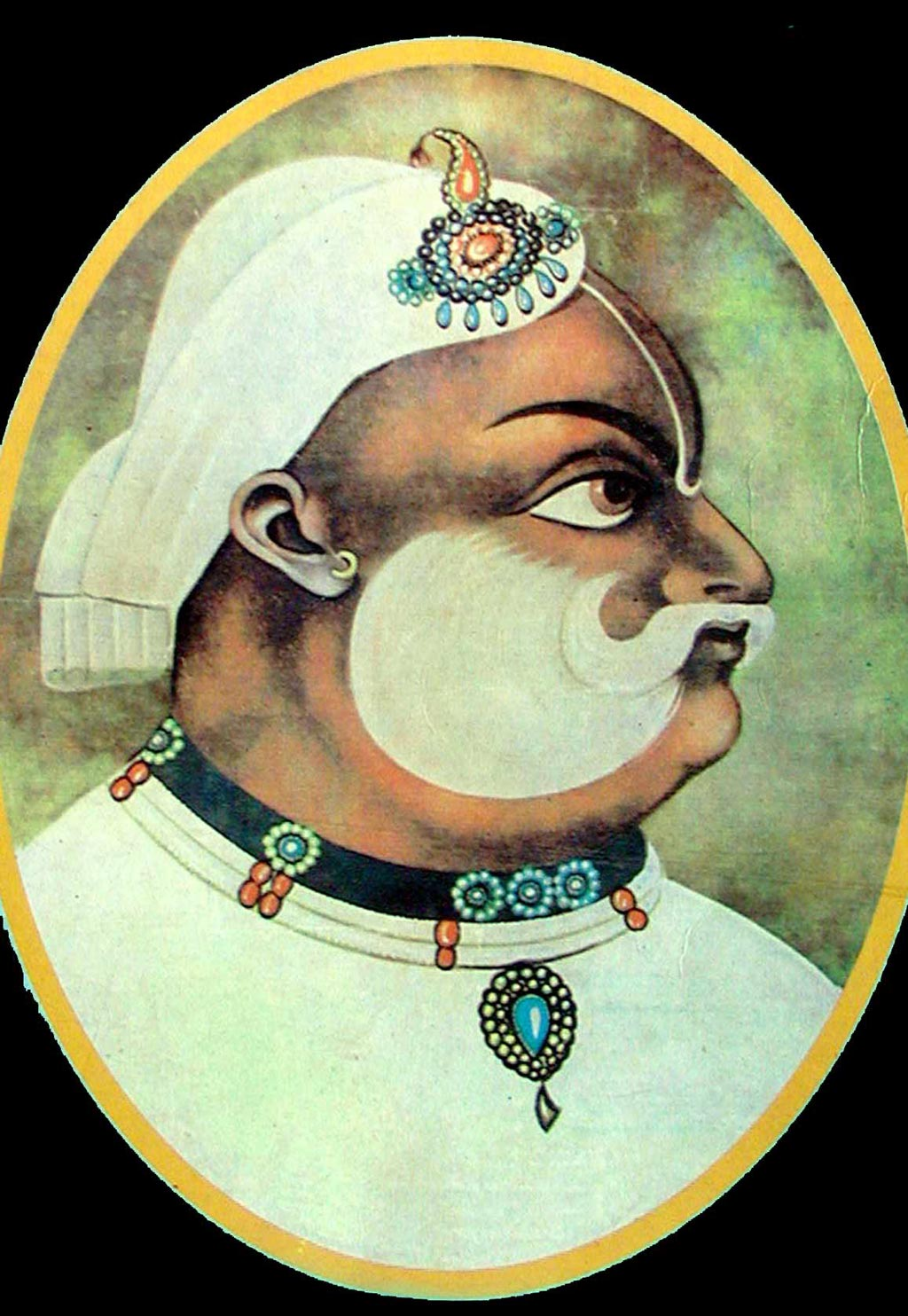
スーラジ・マル

1755年5月21日、バダン・シングが死ぬと、彼を支えていた甥のスーラジ・マルが王位を継承した。 彼は都を自身の拠点バラトプルに移動するとともに、領土の拡大に乗り出した。彼はロータク、アーグラ、ドールプル、メーラトなどを中心に現ハリヤーナー州南部にいたる広大な地域を支配下に収め、王国に最盛期をもたらした。
だが、1763年12月25日、スーラジ・マルはローヒラー族のナジーブ・ウッダウラとデリー近郊で戦った際、伏兵の攻撃に遭って死亡した。死後、ジャワーハル・シングが王位を継承したが、王国はしだいに小ザミーンダールの間に分裂していった。
1803年、第二次マラーター戦争が勃発すると、バラトプル藩王国はマラーターのホールカル家に味方し、1805年1月にイギリスに首都バラトプルを包囲された（バラトプル包囲戦）。イギリスはバラトプルに攻撃を仕掛けたが、必死の抵抗もあって陥落させることはできず、イギリス軍は撤退した。
だが、同年4月27日にバラトプル王ランジート・シングはイギリスと軍事保護条約を結び、バラトプル王国はイギリスに従属する藩王国となった。
1947年8月15日、インド・パキスタン分離独立時、バラトプル藩王国はインドへと帰属した。